# Taponecco
Taponecco è una frazione di Licciana Nardi, in provincia di Massa e Carrara, in Lunigiana.
È un piccolo paese a circa 7 km dal capoluogo, posto sulla strada che collega la strada del passo del Lagastrello (n° 665) con il paese di Bagnone.

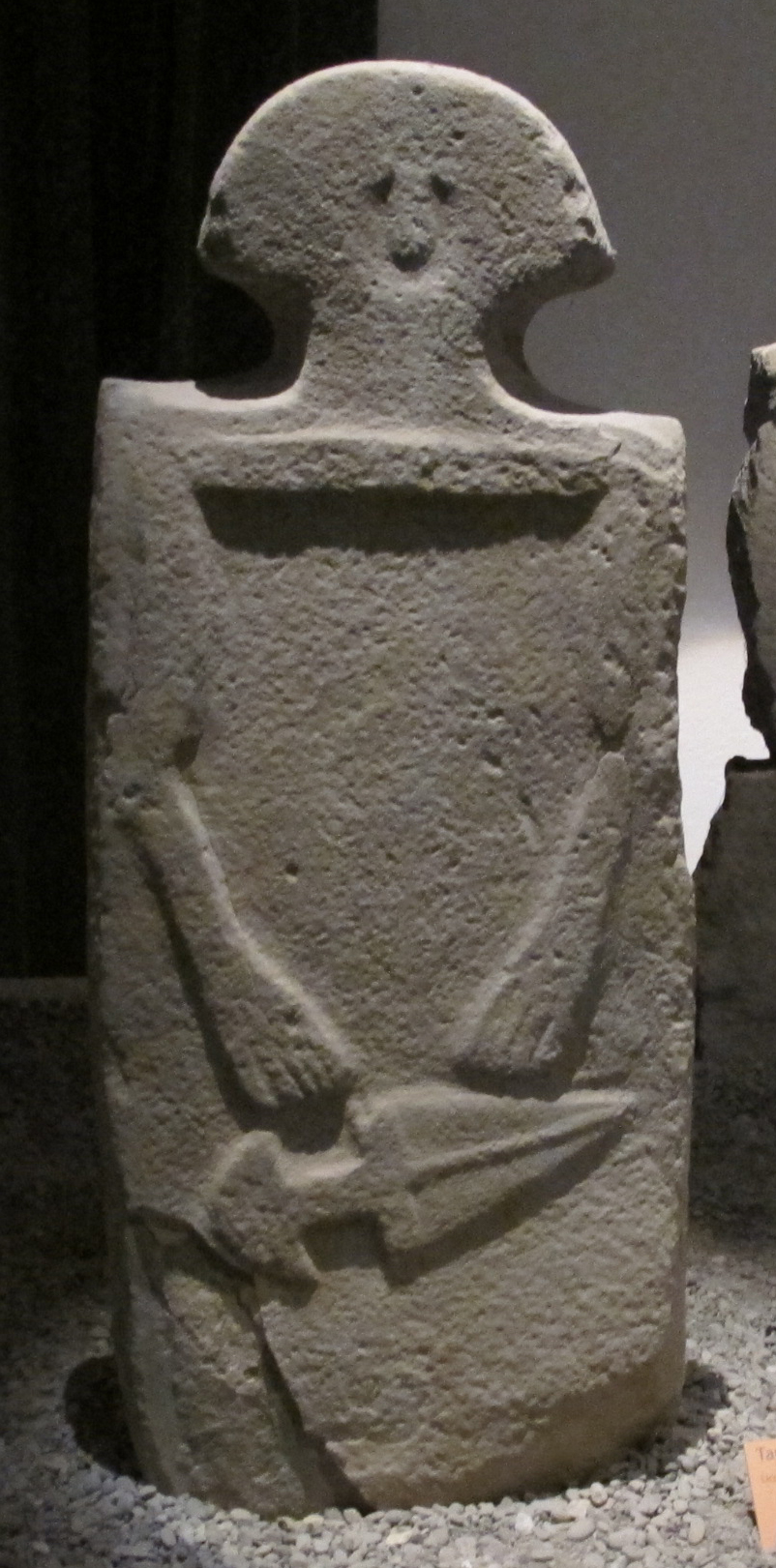
Stele di Taponecco
Tipo B

La frazione è un esempio ben conservato di architettura medievale dell'alta Lunigiana, con costruzioni "a galleria", ma con origini che probabilmente risalgono all'età del bronzo. Il paese è diventato celebre nel 1975 quando venne rinvenuta l'omonima statua stele, una delle più integre e belle della Lunigiana.
Nella frazione sono presenti alcune piantagioni di cannabis ad uso tessile, antica tradizione locale (lenzuoli di Taponecco). Un'altra attività diffusa è la coltura delle castagne, che vengono lavorate ancora secondo gli antichi metodi di produzione ed essiccate naturalmente.